# Contea autonoma lahu di Lancang
La contea autonoma lahu di Lancang (澜沧拉祜族自治县S, Láncāng Lāhùzú ZìzhìxiànP) è una contea della Cina, situata nella provincia di Yunnan e amministrata dalla prefettura di Pu'er.